# Apóstoles (departement)
Apóstoles is een departement in de Argentijnse provincie Misiones. Het departement (Spaans:  departamento) heeft een oppervlakte van 1.035 km² en telt 38.028 inwoners.

## Plaatsen in departement Apóstoles
- Apóstoles
- Azara
- San José
- Tres Capones